# Letališče Trstenik
Letališče Trstenik (srbska cirilica Аеродром Трстеник, latinica Aerodrom Trstenik) je letališče v Srbiji, ki primarno oskrbuje Trstenik.